# Robert Massi
Robert Massi, född 2 januari 1987 i Västertälje, är en svensk fotbollsspelare med assyriskt/syrianskt ursprung som spelar för United IK.

## Karriär
Massis moderklubb är Syrianska, vilka han dock lämnade för spel i Brommapojkarna. Till säsongen 2006 återvände Massi till Syrianska där han spelade i 24 av 26 matcher under Özcan Melkemichel ledning. Han gjorde två mål under säsongen 2006 samt även två mål under säsongen 2007.
Massi var skadad under större delen av Syrianska FC:s första säsong i Allsvenskan 2011 och spelade endast 5 matcher. Efter säsongen 2014 lämnade Massi klubben. I mars 2015 skrev Massi på för AFC United.
Säsongen 2016 gick Massi till division 3-klubben Trosa Vagnhärad SK. Han debuterade för klubben den 28 maj 2016 i en 2–1-vinst över Hanvikens SK. Massi spelade 14 matcher och gjorde sex mål under säsongen 2016. I december 2016 förlängde han sitt kontrakt med klubben. I december 2021 gick Massi till division 2-klubben United IK.